# Édouard Mwe di Malila
Édouard Lendje Héritier Mwe di Malila Apenela, né le 13 octobre 1937 à Moanda, mort le 7 juin 2014 à Kinshasa, est un homme d'affaires congolais, fondateur et président de l'Alliance Woyo, ancien président et donateur de l’équipe de football l’AS Dragons,.

## Personnel
Édouard Mwe di Malila Apenela est né à Moanda, territoire du Bas-Congo. Il était le fils d'une femme métissée et d'un homme blanc de la Suisse. Il n'a pas connu son père, parce que quand il est né son père était déjà reparti en Suisse. Son deuxième nom Héritier lui a été consacré. À Kinshasa il a commencé à travailler dans le secteur de l'immobilier et possédait de nombreux bâtiments dans le centre-ville. Il avait beaucoup d'enfants, y compris le vice-ministre des relations internationales et de l'intégration nationale Franck Mwe di Malila. L'artiste Jonathan Mwe di Malila, qui vit en Allemagne, est aussi un de ses descendants.

## AS Dragons
Il a commencé à diriger l'AS Dragons en 1969. Sur son mandat, il a apporté cette équipe des joueurs comme Pembele Ngunza, Magie Mafwala, et Romain Bamuleke. En 1985, le président Apenela reprit les commandes de l'AS Dragons, alors appelée AS Bilima. Il offrit la même année à la famille des « Monstres » le titre de champion du Congo de football.
Grâce à son encadrement moral et financier, Bilima a pu jouer pour la deuxième fois de son histoire la finale de la 22e Coupe d’Afrique des clubs champions contre l’équipe des Forces armées royales du Maroc en 1986 au stade de la Kenya à Lubumbashi (Katanga). Plus tard, il a quitté la tête de la commission sportive du club pour laisser les contrôles et commandes aux autres dirigeants. Il était resté disponible dans le groupe des donateurs qui soutenaient l'équipe et il avait servi l'AS Dragons en tant que président au sein du comité suprême,.

## Mort et succession
Sa mort le 7 juin 2014 provoque une crise de succession, seuls 4 de ses 19 enfants étant reconnus héritiers légitimes.